# Centrale termoelettrica "Andrea Palladio"

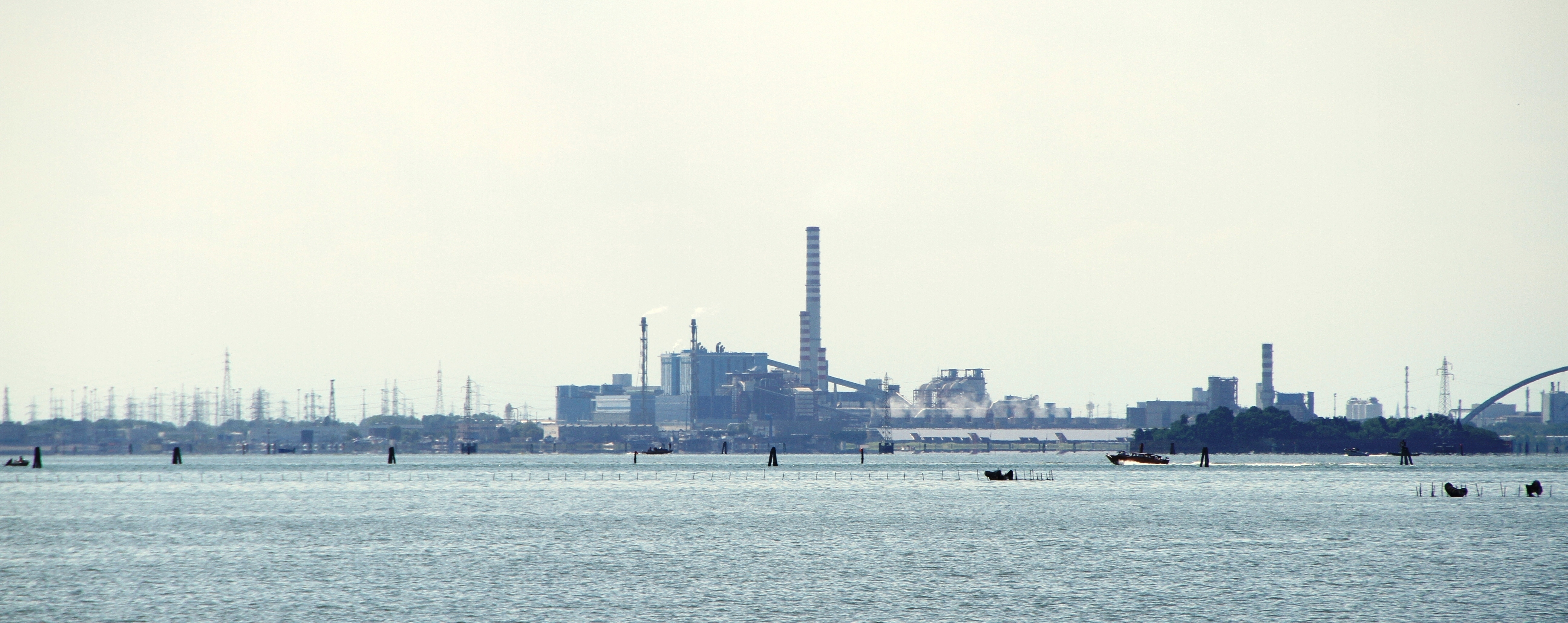
Centrale Termoelettrica Andrea Palladio.

La centrale termoelettrica "Andrea Palladio"  di proprietà dell'ENEL, è stata una centrale elettrica policombustibile della potenza installata complessiva di 976 MW costruita tra gli anni '60 (gruppi 1 e 2 ex Società Adriatica di Elettricità, gruppo 5 ex Montecatini) e gli anni '70 (gruppi 3 e 4, già ENEL), situata nel comune di Venezia nella seconda zona industriale in località Fusina.
Ha una gemella (relativamente agli originari gruppi 1-2-3-4) nella centrale termoelettrica di Monfalcone, cui differisce solo per l'orientamento del nastro trasportatore del carbone.

## Costruzione
L'impianto di produzione è composto da cinque sezioni termoelettriche, le due più piccole da 165 MW (gruppo 1) e 171 MW (gruppo 2) inizialmente 160 MW entrambe, alimentate a carbone, metano, ad olio combustibile denso (ovvero nafta pesante) e olio combustibile leggero (detto 3-5 °E), le due più grandi (gruppi 3 e 4) entrambe 330 MW, con un mix carbone/cdr (Combustibile Derivato da Rifiuti, per un totale di 70000 tonnellate/anno), OCD o gasolio e una quinta sezione (160 MW), acquistata dalla vecchia Società Montecatini per l'Allume, ormai in disuso alimentata esclusivamente a OCD e NL.
Dato l'alto costo, l'alto inquinamento ambientale prodotto e la sua difficile gestione, l'OCD è stato dismesso, la centrale viene quindi attualmente  alimentata solo a carbone ed impiega metano solo nelle fasi di avviamento oppure dove sia richiesto un picco di potenza che il solo carbone non sarebbe in grado di garantire.
Presso questa centrale, è stato costruito anche un sesto gruppo, un turbogas a ciclo combinato, il primo di taglia industriale a livello mondiale alimentato ad idrogeno (ma può funzionare anche a metano o in miscela idrogeno-metano), di potenza elettrica di 12 MW lordi. I gas di scarico di questo gruppo possono essere recuperati in una speciale caldaia detta GVR (generatore di vapore a recupero) che fornisce vapore alla sezione 4, aumentandone il rendimento globale e portando la produzione di energia totale del sesto gruppo a circa 16 MW. Il gas idrogeno proviene dal surplus inaccumulabile prodotto dal processo cloro-soda del petrolchimico EniChem, altrimenti bruciato alla torcia.
Le sezioni sono principalmente alimentate a carbone (Sudafricano, o indonesiano A - B), elemento presente sul sito in quantità (a parco carbone pieno) pari a 600.000 tonnellate, scorta sufficiente per 3 mesi, dal momento che la centrale ne utilizza 7000 t circa al giorno a pieno carico.
Il carbone, per poter essere utilizzato, viene polverizzato nei "mulini", e quindi aspirato nella camera di combustione per venir combusto.
L'impianto è dotato di sezioni (denitrificatore, depolverizzatore e desolforatore) che si occupano della purificazione dei fumi dai principali agenti inquinanti.

## Combustibile da rifiuti
Le sezioni termoelettriche 3 e 4 impiegano il combustibile da rifiuti (CDR) ora CSS (Combustibile Solido Secondario secondo la definizione del D.Lgs. 152/06 parte IV art. 183 comma 1 lettera cc)) in co-combustione con il carbone, nella misura del 5% (circa 8t/h a pieno carico per gruppo per un totale di 70.000 tonnellate annue). Il combustibile viene finemente triturato in un apposito impianto e viene miscelato con il carbone per essere spedito nella camera di combustione.
Il CDR ed il CSS sono dei rifiuti speciali prodotti dal recupero dei  rifiuti urbani e dei rifiuti speciali esclusivamente non pericolosi e hanno specifiche caratteristiche composizionali e chimiche stabilite dalla norma tecnica UNI 9903 (CDR) e dalla norma UNI EN 15359 (CSS). A partire dal 2010, a seguito di una modifica normativa, il CDR è stato sostituito dal CSS. Nel caso della centrale Palladio il rifiuto CSS viene prodotto presso il vicino impianto di recupero dei rifiuti Ecoprogetto Venezia S.r.l. di proprietà di Veritas S.p.a., azienda pubblica incaricata della gestione dei rifiuti nella città metropolitana di Venezia.
La combustione alle temperature di caldaia (circa 1300-1400 °C) non genera diossine in fase di combustione. Le emissioni al camino sono comunque verificate ogni 15 minuti per verificare la presenza di agenti inquinanti pericolosi.

## Riconoscimenti
La centrale si è aggiudicata il Premio Club Emas Veneto il 24 ottobre 2011.

## Dismissione e riconversione
A seguito delle dichiarazioni dell'amministratore delegato di Enel, a valle degli incontri sul clima di Parigi, l'Enel si è impegnata a dismettere gli impianti a carbone entro il 2025, ed in particolare l'impianto di Fusina entro il 2023, richiedendo al MISE la possibilità di sostituire le unità a carbone della Palladio con una nuova unità a metano CCGT, i cui lavori dopo l'autorizzazione VIA ottenuta sono attualmente in corso e di cui si prevede l'ultimazione per Agosto 2024.
Dalla fine del 2021 sono state dismesse le unità a carbone 1 e 2.
Al 31 Dicembre 2023 come autorizzato dal MASE e da Terna, vengono dismessi i restanti gruppi 3 e 4, la centrale a carbone è quindi definitivamente non operativa.